# ГЕС Marcel Laniado
ГЕС Marcel Laniado – гідроелектростанція на заході Еквадору. Використовує ресурс із річки Дауле, верхньої течії річки Гуаяс, яка впадає до затоки Гуаякіль (Тихий океан).
В межах проекту річку перекрили земляною греблею висотою від тальвегу 78 метрів (від підошви фундаменту – 90 метрів), довжиною 250 метрів та товщиною від 12 (по гребеню) до 500 (по основі) метрів, яка потребувала 3 млн м3 матеріалу. Разом з допоміжними дамбами загальною протяжністю 17 км та висотою до 27 метрів вона утримує велике водосховище з площею до 340 км2 та об’ємом 6 млрд м3 (в тому числі корисний з точки зору електроенергетики об’єм становить 3,8 млрд м3). Під час операційної діяльності рівень водойми може коливатись між позначками 70 та 85 метрів НРМ, а під час повені зростати до 88 метрів НРМ.
Через напірний водовід довжиною 0,67 км з діаметром 8 метрів ресурс подається до пригреблевого машинного залу. Тут встановили три турбіни типу Френсіс потужністю по 71 МВт, які використовують напір у 55 метрів та забезпечують виробництво 718 млн кВт-год електроенергії на рік. 
Видача продукції відбувається по ЛЕП, розрахованій на роботу під напругою 138 кВ.
Окрім виробництва елктроенергії, комплекс виконує протиповеневі функції, забезпечує зрошення та водопостачання (в тому числі найбільшого міста країни Гуаякіль).